# Milan Orlowski
Milan Orlowski (Praga, 7 settembre 1952) è un ex tennistavolista ceco.